# V Premis de la Unión de Actores
La V edició dels Premis de la Unión de Actores, corresponents a l'any 1995, concedits pel sindicat d'actors Unión de Actores y Actrices, va tenir lloc el 31 de gener de 1996 al Teatro Albéniz de Madrid. Els directors de l'acte foren Juan Luis Iborra i Yolanda García Serrano. La gala fou presentada per Ángeles Martín i Miguel Ortiz.

## Guardons

### Premi a Tota una vida
- Mary Carrillo

### Premi Especial
- Antoñita Vda. de Ruiz

### Cinema

#### Millor interpretació protagonista
| Actor/Actriu         | Pel·lícula                                      | Resultat   |
| -------------------- | ----------------------------------------------- | ---------- |
| Victoria Abril       | Nadie hablará de nosotras cuando hayamos muerto | Guanyadora |
| Marisa Paredes       | La flor de mi secreto                           | Candidata  |
| Aitana Sánchez-Gijón | Boca a boca                                     | Candidata  |

#### Millor interpretació secundària
| Actor/Actriu   | Pel·lícula                                      | Resultat   |
| -------------- | ----------------------------------------------- | ---------- |
| Pilar Bardem   | Nadie hablará de nosotras cuando hayamos muerto | Guanyadora |
| Chus Lampreave | La flor de mi secreto                           | Candidata  |
| Rossy de Palma | La flor de mi secreto                           | Candidata  |

#### Millor interpretació revelació
| Actor/Actriu     | Pel·lícula           | Resultat   |
| ---------------- | -------------------- | ---------- |
| Juan Diego Botto | Historias del Kronen | Candidat   |
| María Pujalte    | Entre rojas          | Guanyadora |
| Santiago Segura  | El día de la bestia  | Candidat   |

### Televisió

#### Millor interpretació protagonista
| Actor/Actriu         | Sèrie de televisió | Resultat   |
| -------------------- | ------------------ | ---------- |
| Verónica Forqué      | Pepa y Pepe        | Candidata  |
| Aitana Sánchez-Gijón | La Regenta         | Guanyadora |
| Fernando Valverde    | Pepa y Pepe        | Candidat   |

#### Millor interpretació secundària
| Actor/Actriu    | Sèrie de televisió | Resultat   |
| --------------- | ------------------ | ---------- |
| Cristina Marcos | La Regenta         | Guanyadora |
| Luisa Martín    | Médico de familia  | Candidata  |
| Isabel Ordaz    | Pepa y Pepe        | Candidata  |

### Teatre

#### Millor interpretació protagonista
| Actor/Actriu       | Obra de teatre     | Resultat   |
| ------------------ | ------------------ | ---------- |
| Ana Belén          | La bella Helena    | Candidata  |
| Juan José Otegui   | Martes de Carnaval | Candidat   |
| María Jesús Valdés | Tres mujeres altas | Guanyadora |

#### Millor interpretació secundària
| Actor/Actriu    | Obra de teatre        | Resultat   |
| --------------- | --------------------- | ---------- |
| Paco Maestre    | La bella Helena       | Candidat   |
| Joaquín Notario | La discreta enamorada | Candidat   |
| Berta Riaza     | La discreta enamorada | Guanyadora |